# Bullying

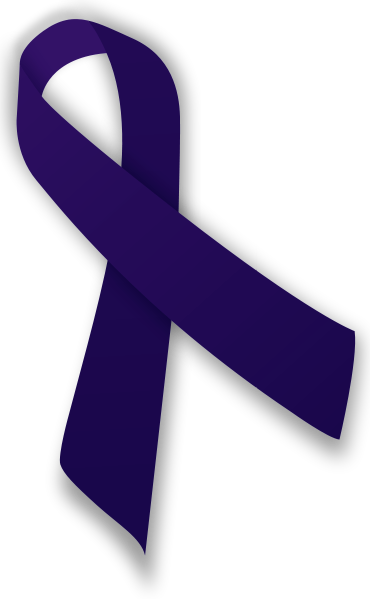
Funda indigo este asociată cu victimele bullying-ului.

Bullying-ul este definit ca fiind un comportament ostil/de excludere și de luare în derâdere a cuiva, de umilire. Cuvântul „bullying” nu are o traducere exactă în limba română, însă poate fi asociat cu termenii de intimidare, terorizare, brutalizare. Bullying-ul nu presupune existența unui conflict bazat pe o problemă reală, ci pe dorința unor persoane de a-și câștiga puterea și autoritatea, punându-i pe alții într-o lumină proastă. Fenomenul bullying poate fi prezent în orice tip de comunitate, în grupuri sociale, unde persoanele interacționează unele cu altele: la școală, la locul de muncă, în familie, în cartiere, în biserică, în mass-media, chiar între țări etc. Se creează astfel o stare de conflict, care nu poate fi depășită decât dacă se conștientizează existența fenomenului.
Bullying-ul este o acțiune care produce injurii celorlalți efectuată în mod repetat, care se poate manifesta fizic, prin agresivitate fizică sau psihologic, prin producerea unor daune emoționale. Instrumentele acestui fenomen sunt cuvintele, acțiunile sau excluderea socială. Fenomenul de bullying poate fi inițiat de o persoană sau de un grup de persoane (mobbing), implicând un raport de putere inegal, deoarece victima, în cazul acestui fenomen nu dispune de resurse (fizice, psihologice, sociale) pentru a se apăra. Victima pozează într-o ipostază de regulă vulnerabilă, care prezintă anumite slăbiciuni pe care bully-ul le poate exploata. Victima manifestă imposibilitate de apărare și sentimente de neputință. Spectatorii (bystanders) sunt și ei persoane implicate în fenomenul de bullying, chiar dacă nu în mod direct, însă asistă la acțiune. Bullying-ul este considerat o formă de violență fizică și psihologică, o conduită intenționată care vizează producerea unor prejudicii (rănire, distrugere, daune) unor persoane (inclusiv propriei persoane), cu diferite cauze care determină noi forme de violență.

## Definiție și etimologie
Termenul de „bullying” vine de la englezescul „bully”, care înseamnă bătăuș, huligan.
Bullying reprezintă o formă de abuz emoțional și fizic, care are trei caracteristici:
- intenționat – agresorul are intenția să rănească pe cineva;
- repetat – aceeași persoană este rănită mereu;
- dezechilibrul de forțe – agresorul își alege victima care este percepută ca fiind vulnerabilă, slabă și nu se poate apăra singură.[6]

Termenul „bullying” s-ar traduce prin „intimidare”, dar nu se rezumă doar la asta, pornește de la simpla necăjire, etichetare, batjocură, răspândire de zvonuri până la violență fizică. Comportamentul de bullying se face simțit mai ales atunci când există diferențe de ordin economic, rasial, cultural, de vârstă etc., iar copii îl învață de la adulți, copii mai mari, televizor.
Senatul României a adoptat în data de 03.12.2018 un proiect de lege (în curs de promulgare), care ar completa Legea Educației Naționale nr. 1/2011. Printre completările propuse se numără și definiția violenței psihologice, astfel: 
„ Violenta psihologică – bullying este acțiunea sau seria de acțiuni fizice, verbale, relaționale și/sau cibernetice, într-un context social dificil de evitat, săvârșite cu intenție, în mod constant și repetat, care implică un dezechilibru de putere, au drept consecință atingerea demnității ori crearea unei atmosfere de intimidare, ostile, degradante, umilitoare sau ofensatoare, îndreptate împotriva unei persoane sau grup de persoane și vizează aspecte de discriminare și excludere socială, care pot fi legate de apartenența la o anumită rasă, naționalitate, etnie, religie, categorie socială sau la o categorie defavorizată ori de convingerile, sexul sau orientarea sexuală, caracteristicile persoane, etc. ”

## Formele bullying-ului
Cazurile de bullying implică cel puțin un agresor și o victimă, iar, în unele cazuri, există și martori. Agresorul vrea să fie cel mai cool rănindu-i, intimidându-i sau jignindu-i pe cei din jurul său. Este temperamental, inflexibil, încrezător și nu îi place să accepte regulile. De cele mai multe ori nu are empatie și chiar se bucură că produce durere celorlalți. Dorește să domine și să-i controleze pe ceilalți, exagerează în situații obișnuite. Agresorul abuzează de putere pentru a-i răni pe ceilalți, deliberat și în mod repetat. Victima (persoana agresată) este copleșită de teamă. Unii elevi sunt predispuși să fie abuzați din cauză că sunt „diferiți”. De cele mai multe ori, victimele agresorilor sunt elevii care au următoarele caracteristici:
- supraponderali sau subponderali,
- au abilități sociale scăzute,
- au puțini prieteni sau nu au prieteni,
- sunt săraci sau bogați,
- au religie sau rasă diferită,
- sunt scunzi sau prea înalți,
- au slabe abilități sportive,
- sunt inteligenți, talentați,
- au dizabilități fizice,
- sunt persoane noi din grup,
- au părinți divorțați,
- sunt pur și simplu „diferiți” de ceilalți.

Spectatorul sau martorul este cel care vede fenomenul bullying, dar decide să nu intervină, de cele mai multe ori din frica de a deveni chiar el/ea o victimă. Unii spectatori instigă agresorul să abuzeze victima. Majoritatea spectatorilor acceptă în mod pasiv, privind și nefăcând nimic. De foarte multe ori, spectatorii pasivi formează audiența agresorului care dorește să obțină atenție și popularitate. Astfel, el este încurajat să continue comportamentul agresiv. Spectatorul însă poate avea un rol important în oprirea agresiunii.
Putem discuta despre bullying fizic, verbal, sexual sau psihic. Manipularea, bârfa, constrângerile, criticile, minciunile, zvonurile, satirizarea, comicul exagerat adresat unei persoane sau unui grup de persoane (în clasă, în cancelarie, pe holuri, în curtea școlii etc.), diferențelor pe care acestea le prezintă (înălțime, greutate, culoarea ochilor, culoarea părului, nivel cognitiv, potențial de învățare, rasă, etnie, religie, dizabilitate, tip de familie, nivel de cultură etc.) constituie comportament de tip bullying.

### Bullying-ul școlar
Cercetările de specialitate consideră câțiva factori școlari care au un rol în dezvoltarea și favorizarea comportamentului de bullying. Pepler, Craig și Connolly (1997) aseamănă interacțiunea de tip bullying cu un „dans macabru” dinamic (activ și interactiv) care se petrece între agresor și victimă. Goldstein (1995) vede interacțiunile de tip agresiv ca pe un „duet” între individ și mediul social înconjurător, unde cel din urmă determină intensitatea agresivității. Este subliniată încă o dată importanța contextului social în evoluția și escaladarea interacțiunii de tip bullying. Constituit pe mai multe nivele, acesta capătă forma unui „sistem social interactiv”. Copilul, cu rol social de elev în școală, este parte integrată a acestui sistem social în care funcționează, cu alte cuvinte, contextul social – școala ca sistem – prezintă o importanță deosebită în formarea și evoluția comportamentului de bullying.
Există diferențe de gen în cadrul victimizării din școli, clar subliniate de majoritatea cercetărilor în domeniu. În acest sens, este remarcată predispoziția băieților la adoptarea unui comportament de victimizare/bullying și a unei posturi de agresor, spre deosebire de fete. Evidențele științifice arată că fetele se implică mai mult în acțiuni de bullying indirect adoptând comportamente de răspândire de zvonuri răutăcioase, excludere socială, respingere. Marsh et al., 2011, prin studiul său asupra unor metanalize de seamă (Ostrov și Godleski, 2010; Archer, 2004; Card et al., 2008), conchide că există evidențe științifice care să susțină că băieții apelează mai mult la victimizare fizică decât fetele, în schimb, nu există diferențe semnificative de gen în cazul agresivității indirecte, victimizarea relațională. Cercetătorii raportează posibile explicații la conținutul itemilor care vizau mai multe forme de agresivitate indirectă care nu au fost demarcate conceptual suficient și pe seama percepției respondenților – este posibil ca fetele să nu declare rata reală a acestui comportament, deoarece au o percepție diferită vis-à-vis de formele agresivității indirecte, mai subtile și mai puțin observabile față de cea directă.
Comportamentul de bullying se face simțit mai ales atunci când există diferențe de ordin economic, rasial, cultural, de vârstă etc., iar copiii îl învață de la adulți, copiii mai mari, televizor. În procesul de creștere, aproape fiecare copil experimentează „necăjirea” (teasing) de către cei mai mari și adulți. Poate pentru aceștia este o simplă joacă, dar, pentru copil, este un model de comunicare de la cel puternic către cel slab; copilul este în plin proces de achiziții, încă nu are capacitatea de a discerne între bine și rău, încă nu poate prevedea pe termen lung consecințele faptelor sale sau ale altora, așa că interiorizează comportamentul, modelul de la cei apropiați lui și care îi asigură supraviețuirea sau din alte surse atunci când părinții săi îl acceptă prin neimplicare. Copilul învață și el să „necăjească” și, făcând acest lucru în mod repetat, comportamentul devine „bullying” și se manifestă:
- verbal: amenințări, etichetări, batjocură;
- psihologic: izolarea victimei, răspândirea de zvonuri;
- fizic: lovire, împingere.

Victimele bullying-ului sunt adesea timide, cu stimă de sine scăzută, abilități sociale slabe, în general mai puțin puternice din punct de vedere fizic decât colegii lor; agresorii îi aleg după aceste criterii tocmai pentru a se pune ei în siguranță deoarece, de obicei, aceștia nu se răzbună.

### Cyberbullying

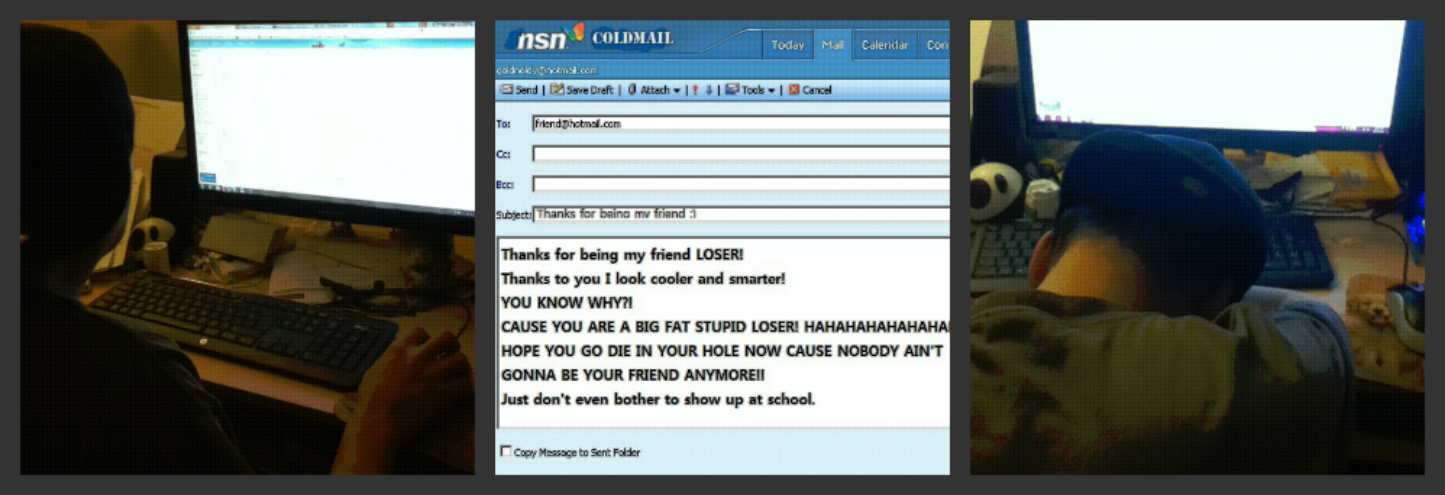
Exemplu de e-mail denigrator trimis de pe un cont fictiv

Așa cum o indică și termenul, cyberbullying-ul este o formă de bullying care se manifestă prin mijlocirea tehnologiei digitale. La rândul său, bullying-ul, încadrat între comportamentele agresive, are caracteristici proprii care îl definesc și diferențiază de alte tipuri de agresivitate. Astfel bullying-ul este 1. comportamentul agresiv; 2. repetat în timp; 3. făcut de un individ sau un grup de oameni împotriva unui individ sau grup; 4. cu intenția de a răni; 5. în condițiile unui dezechilibru de forțe între victimă(e) și agresor(i). Aceleași caracteristici se regăsesc și în cyberbullying, ceea ce îi face pe unii autori să considere că ceea ce le diferențiază pe cele două, anume mediul de manifestare (față în față sau prin tehnologie digitală), nu este de natură să schimbe în mod fundamental caracteristicile fenomenului. Alți autori consideră din contră că, prin mediul specific de manifestare, cyberbullying-ul capătă câteva caracteristici proprii. Astfel, pentru Grigg (2010), cerința de „dezechilibru de forțe” dintre victimă și agresor și cea a „repetiției” (actului) trebuie să fie reevaluate și reinterpretate pentru a se aplica cyberbullying-ului. Astfel, vechile variabile care defineau dezechilibrul de forță din bullying tradițional, anume vârsta, sexul și puterea fizică, par să nu mai aibă relevanță în mediul electronic unde anonimitatea și distanța fizică sunt caracteristici care definesc interacțiunea dintre persoane. Eventual, se poate accepta că în cazul cyberbullying-ului sunt necesare pentru agresor competențe sociale și digitale sporite, dar deținerea acestora nu îți garantează că ești ferit de a deveni victimă a cyberbullying, așa cum, în bullying-ul tradițional, o forță fizică sporită minimiza sau chiar elimina riscul de a deveni victimă.
Deși este cea mai comună denumire pentru bullying realizat prin mijlocire tehnologică, cyberbullying-ul nu este totuși singurul termen utilizat, alături de el fiind folosiți termenii de electronic bullying, online bullying, internet harassment, online social cruelty și lista ar putea continua. Pentru unii autori, trecerea de la o denumire la alta se justifică prin dezvoltările tehnologice și schimbarea mediului folosit pentru agresiune. Pentru alții însă, opțiunea pentru un termen este mai degrabă o problemă de alegere a celui care cuprinde cât mai multe dintre mediile prin care poate avea loc agresiunea sau, în altă variantă, alegerea unui termen în defavoarea altuia să se datoreze prezenței sau nu a condițiilor mai sus menționate. Spre exemplu, Grigg (2010) pledează pentru distincția clară între cyber-agresiune și cyberbullying, primul termen nefiind limitat de condiția repetitivității, fiind astfel mai larg și cuprinzându-l pe al doilea.

## Cauzele bullying-ului
Expunerea la violență a unei persoane poate duce mai departe, precum „efectul fluturelui”, la alte fenomene de bullying, atât din partea agresorului, cât și din partea celui agresat. De multe ori, agresorul adoptă violența ca ultimă posibilitate de defulare și exprimare, fiind la rândul său abuzat ori neglijat. Cauzele cele mai des întâlnite care determină astfel de comportamente ale agresorului pot fi lipsa de empatie, egocentrismul, orgoliul, superficialitatea relațiilor umane, și, mai ales, expunerea și preluarea unor modele de comportament similare.
Bullying-ul nu este o etapă normală a dezvoltării copiilor și adolescenților și e considerat ca fiind un fenomen ce precede comportamente agresive cu consecințe și mai grave. De asemenea, bullying-ul poate contribui la crearea și menținerea unui mediu de teamă și intimidare în școală. Aproape zece ani de cercetare arată că fenomenul în discuție poate afecta foarte serios funcționarea psihosocială, învățarea și sănătatea celor care îi devin victime.

## Statistici
La nivel global, în perioada 2011–2013, serviciile Telefonul Copilului de pretutindeni au înregistrat 251.640 de cazuri de bullying. Mai mult, 9 din 10 cazuri de bullying au avut loc în școală, conform analizei realizată de Child Helpline International, în urma apelurilor efectuate la Asociațiile Telefonul Copilului la nivel global, în ultimul deceniu.
În urma datelor colectate în ultimul deceniu, din 126 de milioane de apeluri efectuate la serviciile telefonul copilului, aproape 18% (adică aproximativ patru milioane) se referă la abuz și violență asupra copilului și includ următoarele categorii: bullying, abuz emoțional, abuz fizic, abuz sexual și neglijare. Numai în Europa au fost înregistrate mai mult de 500.000 de apeluri.
Studiile arată că între 15–25% din elevii americani sunt victime ale bullying-ului, în timp ce o proporție de 15–20% declară că sunt inițiatori ai acestor comportamente.
Forma de bullying emoțional este mai des întâlnită în rândul fetelor, în timp ce forma de bullying fizic se regăsește în rândul băieților.
Victimele fenomenului bullying în lume sunt 43% băieți și 57% fete, iar în Europa, 42% băieți și 58% fete. Aproape 63% dintre apelurile înregistrate de serviciile Telefonul Copilului din Europa menționează forma de bullying emoțional drept cea mai răspândită, urmată de bullying-ul fizic (24%).
Mai mult de 90% dintre victime în Europa au indicat colegi de școală drept agresori și mai mult de 10% dintre aceste situații au inclus prieteni. În alte 4% din cazuri sunt acuzați profesorii.

### În România
Conform datelor UNICEF, România este pe locul I în Europa la numărul de elevi cu vârsta între 11 și 15 ani care agresează alți colegi. Aproape jumătate dintre copiii din România – 46% – au fost la un moment sau altul victime ale bullying-ului, 53% dintre aceștia fiind fete și 47% băieți. În perioada octombrie 2011–octombrie 2013, Asociația Telefonul Copilului a înregistrat 2.907 cazuri de bullying în România, 45,72% din cazuri vizând violența fizică, 22,86% violența verbală, 15,24% abuzul emoțional și 14,28% abuzul relațional. Printre efectele fenomenului bullying s-au înregistrat: depresii și tulburări de comportament (33,15%), excludere și dificultate în relaționare (procentaj de 29,78%), gânduri suicidare (15,17%), frică și anxietate (12,92%), criză de identitate și singurătate (4,49%). Un studiu al Asociației Telefonul Copilului arată că, în 2018, acest fenomen a afectat unul din doi copii care au apelat la serviciile acestui ONG. 77,22% dintre situațiile de abuz de tip bullying au avut loc în grădiniță/școală, iar 22,78% au avut loc în spațiul public.
Un studiu comprehensiv al organizației „Salvați Copiii” cu privire la fenomenul de bullying în școlile românești relevă faptul că 1 din 4 copii este umilit în mod repetat în fața colegilor. Mai mult, 4 din 10 copii au fost răniți ca urmare a comportamentelor violente repetate ale altor colegi. Un alt lucru scos la iveală de studiul „Salvați Copiii” este că elevii răspândesc zvonuri umilitoare și denigratoare cu privire la colegii lor. 37% dintre copiii participanți la chestionar au mărturisit că s-au răspândit astfel zvonuri în școală despre ei. 84% dintre copii afirmă că au fost martorii unei situații în care un copil amenință un altul, 80% a uneia în care un copil este umilit de alt copil, iar 78% au asistat la situații repetate în care un copil era îmbrâncit și lovit ușor de către alți copii. De asemenea, 73% dintre copii afirmă că au fost martorii unor situații de bullying în școala în care învață, 58% au asistat la situații de bullying în propria clasă, 46% în grupul de prieteni, iar 69% în mediul online. Potrivit studiului, cei mai vulnerabili sunt copiii de etnie romă, cei cu dizabilități, cu probleme de greutate, ori mai timizi de fel.
În 2019, conform primului studiu sociologic desfășurat în România în rândul copiilor, părinților și cadrelor didactice cu privire la existența bullyingului în școli, comandat de Asociația Telefonul Copilului, 72% dintre elevi sunt victime ale acestui fenomen, dar doar 40% dintre respondenți au avut curajul să își recunoască postura de victimă. 
51% dintre copiii victime apreciază ca principalul motiv pentru care au fost agresați este aspectul fizic. 62% dintre victime au fost agresate de un alt elev, iar o treime de un grup de elevi (33%). 
42% dintre copiii martori la episoadele de bullying au intervenit în apărarea victimei. Însă, întrebați cum au reacționat colegii lor după un astfel de gest de interes social: 60% au considerat că a trecut neobservat comportamentul lor, 21% au fost priviți drept eroi, 16% - drept turnători, iar 10% - au fost și ei apoi agresați.
O concluzie îngrijorătoare privind motivele pentru care un copil a agresat un altul este că 50% dintre aceștia au considerat că victimele au meritat acest tratament, 36% au afirmat că și ei au fost agresați de persoana respectivă și au simțit nevoia să se răzbune, 29% au dorit să se impună, 15% consideră că mai mulți colegi se comportă astfel cu acea persoană și au făcut și ei la fel, 11% au făcut-o ca să se distreze, iar 6% au afirmat că astfel de comportamente sunt ceva obișnuit la ei în școală și nu consideră că au făcut nimic deosebit.
La rândul lor, 7 din 10 profesori admit prezența fenomenului bullying în școala unde profesează. În ceea ce privește măsurile care pot fi adoptate, 81% dintre elevi consideră că este necesar ca profesorul/dirigintele să le vorbească despre bullying în orele de curs, profesorii semnalând în unanimitate această necesitate, iar programa școlară să prevadă detalii despre acest fenomen. 87% dintre părinți și 91% dintre cadrele didactice consideră că se impune adoptarea unor măsuri legislative referitoare la prevenirea și intervenția în cazuri de bullying.

## Efectele bullying-ului
Efectele bullying-ului pot fi grave, chiar fatale. Se indică faptul că persoanele, indiferent dacă sunt copii sau adulți, care sunt supuse permanent comportamentului abuziv, prezintă risc de stres, îmbolnăviri și chiar sinucidere. Victimele hărțuirii pot suferi pe termen lung probleme emoționale, probleme de comportament, probleme sociale, singurătate, depresie, anxietate, stimă de sine scăzută, o creștere a frecvenței îmbolnăvirilor. În 40,10% dintre situațiile de abuz de tip bullying, copiii au expus efecte ale acestui fenomen care reprezintă riscuri majore asupra sănătății mintale a copiilor victime. Conform datelor colectate de Asociația Telefonul Copilului, cei mici simt nevoia să se izoleze, se simt singuri sau au dificultăți în relaționare cu ceilalți copii, manifestă teamă și stări de anxietate în prezența colegilor de școală în procentaj de 74,29%. De asemenea, în procentaj de 25,71%, copiii simt nevoia să se automutileze, au tentative de suicid, gânduri suicidare și doresc să abandoneze școala.
Acest fenomen amplu, de cele mai multe ori, lasă urmări fizice, verbale, raționale și chiar sociale. Pe plan fizic se pot asocia de la îmbrânceli și lovituri până la mușcături, zgârieturi și vânătăi. Pe plan verbal, le putem asocia cu țipete, folosirea poreclelor, amenințări și insulte care aduc victimei o stare de anxietate și disconfort. La nivel relațional, victimele ajung să se izoleze, sau să fie intimidate și chiar manipulate ceea ce îi va afecta și social, pentru că se vor marginaliza și se vor autoexclude chiar și din situațiile unde nu sunt expuse.

## Combaterea bullying-ului
La nivel internațional acest fenomen este cunoscut și studiat, însă în România există un număr foarte mic de specialiști în domeniul bullying-ului și foarte puține programe de prevenire și stopare a acestui fenomen. În a doua parte a anului 2018, Asociația Telefonul Copilului a elaborat o serie de propuneri pentru implementarea unor politici publice privind recunoașterea formală a fenomenului bullying în școli și dezvoltarea de proceduri de identificare, intervenție și soluționare a acestuia. Măsurile concrete propuse autorităților constau în: reglementarea consilierii psihologice în unitățile de învățământ, introducerea unor teme legate de bullying în curriculumul școlar în cadrul orelor de consiliere și orientare, dirigenție, ca subiecte de educație civică incluse în manualele aferente; monitorizarea audio-video a unităților de învățământ a grădinițelor, nu numai a școlilor; supravegherea video în spațiile publice din perimetrul instituțiilor de învățământ. În noiembrie 2019 a fost promulgată legea care prevede interzicerea comportamentelor de tip bullying în toate unitățile de învățământ. O a doua inițiativă legislativă, rezultat al propunerilor de politică publică înaintate de Asociația Telefonul Copilului și de partenerii acesteia, care conține soluții concrete pentru preîntâmpinarea episoadelor de bullying în școli, se află în circuitul de legiferare. În decembrie 2019, Asociația Telefonul Copilului  a organizat Forumul Național Anti-Bullying, primul eveniment din România dedicat dezbaterilor privind politicile publice pentru combaterea acestui fenomen în rândul copiilor.